# Općina Kočevje
Općina Kočevje (slo.: Občina Kočevje) je općina u južnoj Sloveniji u pokrajini Dolenjskoj i statističkoj regiji Jugoistočna Slovenija. Središte općine je grad Kočevje s 9.027 stanovnika. 

## Zemljopis
Općina Kočevje nalazi se u južnom dijelu države i pogranična je prema Hrvatskoj. Kočevska općina je i najveća općina u državi proteže kroz nekoliko prostornih cjelina. Na istoku i zapadu su planinski krajevi. Na istoku je planina Kočevski Rog, a na zapadu Goteniška Gora. Usredišnjem dijelu nalazi se plodno i ravno Kočevsko polje, krško polje s rječicom Rinžom kao glavnim vodotokom. Na krajnjem jugu nalazi se dolina rijeke Kupe.
U općini vlada oštrija, planinska varijanta umjereno kontinentalne klime. Najveći vodotok je pogranična rijeka Kupa, ali je ona na krajnjem južnom odobu općine. rječica ponornica Rinža je glavni vodotok u Kočevskom polju.

## Naselja u općini
Borovec pri Kočevski Reki, Breg pri Kočevju, Brezovica pri Predgradu, Bukova Gora, Cvišlerji, Dol, Dolga vas, Dolnja Briga, Dolnje Ložine, Čeplje, Črni Potok pri Kočevju, Gorenje, Gornja Briga, Gornje Ložine, Gotenica, Jelenja vas, Kačji Potok, Klinja vas, Knežja Lipa, Koblarji, Kočarji, Koče, Kočevje, Kočevska Reka, Konca vas, Koprivnik, Kralji, Laze pri Oneku, Laze pri Predgradu, Livold, Mačkovec, Mahovnik, Mala Gora, Mlaka pri Kočevju, Mlaka pri Kočevski Reki, Morava, Mozelj, Mrtvice, Nemška Loka, Nove Ložine, Novi Lazi, Onek, Paka pri Predgradu, Podlesje, Polom (Kočevje, Slovenija), Predgrad, Primoži, Rajhenav, Rajndol, Rogati Hrib, Seč, Slovenska vas, Smuka, Spodnja Bilpa, Spodnji Log, Stara Cerkev, Stari Breg, Stari Log, Staro Brezje, Šalka vas, Štalcerji, Trnovec, Vimolj pri Predgradu, Vrbovec, Vrt, Zajčje Polje, Zdihovo, Željne

## Vanjske poveznice
- Službena stranica općine